# ВГКДО «Дніпровська Січ»
Всеукраїнська громадська козацька дитяча організація «Дніпровська Січ» — об’єднання юнаків та дітей задля розвитку справи на звичаєвих засадах «Війська Запорозького» (української православної церкви, доброї волі, рівноправності, самоврядування, законності та гласності), чим забезпечується духовний та матеріальний добробут козаків-запоріжців.

## Історія
22 квітня 2003 року була створена Громадська козацька дитяча організація «Троєщинська  Січ», яка  зареєстрована Міністерством юстиції України. Ініціатором її створення став педагогічний колектив гімназії № 283  Деснянського району міста Києва, відповідно до Указу Президента України Леоніда КРАВЧУКА «Про національну програму відродження та розвитку Українського козацтва на 2002-2005 роки».
В 2006 році Громадська козацька дитяча організація «Троєщинська  Січ» стала правонаступником  Всеукраїнської громадської козацької дитячої організації «Дніпровська Січ».
Друкований орган – козацький дитячий часопис «Дніпровська Січ», який видається з 2004 року.

## Мета
Свідоме опанування української молоддю козацько-лицарським минулим українського народу, його традиціями, культурою, наукою, військовим мистецтвом та господарюванням; духовне і моральне підняття до рівня національної ідеї, формування у молоді таких рис національно-патріотичної особистості.

## Основні завдання
- виховання в учнів глибоких і стійких національно-патріотичних переконань, підготовка молоді до творчої праці, військової служби та захисту своєї Батьківщини;
- формування високих моральних якостей: мужності, сміливості, чесності, справедливості, рішучості, ініціативи, наполегливості, витривалості, фізичної загартованості;
- опанування козацькою культурною спадщиною, козацькими звичаями, традиціями, ритуалами;
- ведення здорового способу життя, зміцнення і розвиток дружби між дітьми та козацтвом різних регіонів України.

## Організаційна структура
- Загальні збори
- Козацька старшина
- Наглядова рада ( голови Наглядової ради: 2003-2017 рр.  Герой України Борис Олійник, 2017-2018 рр. Герой України Левко Лук'яненко, 2019  і по нині - голова  Національної спілки письменників України Михайло Сидоржевський)
- Мала Рада організації

- Загін

- Головний отаман

## Символіка
Всеукраїнська громадська козацька дитяча організація «Дніпровська Січ» має свій герб, прапор, гімн.

## Співпраця
ВГКДО "Дніпровська Січ" співпрацює з
- Національнальною гвардією України (Північне ТРК)
- Афгано-Чорнобильським братством «Побратими»
- Центром патріотичного виховання дітей та молоді «Юний прикордонник»

## Нагороди
2008 рік  — Почесна Грамота Кабінету Міністрів України
2016 рік  — «Волонтерський бронзовий хрест»
2018 рік  - Грамота  Верховної ради України